# Nokia 3600/3650
Il Nokia 3650 fu il primo smartphone Symbian della Series 60 apparso nel mercato statunitense e prodotto dall'azienda finlandese Nokia. Questo smartphone fu anche il primo tra quelli messi in commercio in Nord America ad avere una fotocamera integrata.
Una caratteristica in comune nei Nokia 3600 e 3650 è la tastiera circolare infatti molti altri telefonini della Series 60 hanno una tastiera tradizionale.
I Nokia 3600 e 3650 furono sostituiti dal Nokia 3620 (GSM 850/1900) e dal Nokia 3660 (GSM 900/1800/1900), entrambi con una tastiera tradizionale ed un display a 16.000.000 colori.

## Nokia 3620/3660
I Nokia 3620 e 3660 sono i successori del Nokia 3650. Entrambi appartenenti alla Series 60 si basano su un sistema operativo Symbian.
Il sostituto del Nokia 3660 è il Nokia 3230.  Il 3620 non ha un sostituto ufficiale, ma è stato sostituito in seguito dal Nokia 6620.